# Острів горлорізів
«Острів горлорізів», або «Острів головорізів» (англ. Cutthroat Island) — пригодницька кінокомедія 1995 року режисера Ренні Гарліна.
Стрічка відома як один з фільмів з найбільшим касовим провалом в історії кінематографа. З врахуванням інфляції, збитки від фільму становили 147 млн дол.

## Сюжет
Події фільму розгортаються у 1668 році на Ямайці. Головна героїня — Морган Адамс, донька відомого пірата, дізнається, що її батька взяв у полон її ж дядько — пірат Даглас «Дог» Браун. Дог забрав одну частину карти шляху до Острова горлорізів, де заховані скарби іспанського галеону, і планує відібрати ще дві частини у своїх братів — Гаррі Адамса (Чорного Гаррі) і Едварда Мордехая. Але за допомогою дочки Гаррі вдається втекти. На жаль, він отримує смертельне поранення і перед смертю просить Морган поголити волосся на його голові. Виявилося, що під волоссям була витатуйована частина карти. Морган також успадковує від батька його корабель «Ранкова зоря» разом з командою. Коли виявилося, що написи на карті виконані на латині, Морган прибуває в Порт-Ройял і на аукціоні рабів купує шахрая і лікаря за освітою Вільяма Шоу, який був спійманий на крадіжці на прийомі у губернатора Ямайки Томаса Ейнслі. Після успішної втечі з Порт-Ройяла Морган направляється в Спіттлфілд до свого дядька Едварда Мордехая. Шоу розшифровує напис на карті, яка виявляється псалмами. Тим часом губернатор вербує на свою сторону друга Моргана, письменника Джона Ріда.
Морган прибуває до Мордехая і вмовляє його приєднатися до походу за скарбами. Але втручаються люди Дога Брауна, і в ході бійки Мордехай гине, а його частина карти потрапляє в руки Вільяма. За номерами псалмів Морган дізнається довготу Острова горлорізів і відпливає з Спіттлфілда. Дог на своєму кораблі «Жнець» пливе за нею по п'ятах. Пізніше Вільям з частиною карти Мордехая прокрадається в каюту Морган і за першими літерами слів напису на ній визначає широту острова. Морган ловить його, забирає частину карти і ув'язнює його в трюмі. Тим часом на морі починається шторм, через що частина команди на чолі з Томасом Скаллі підіймає бунт і висаджує в шлюпку Морган і кілька лояльних їй матросів. Вільям стрибає за борт і пливе слідом за шлюпкою, яку пізніше розбиває об рифи.
На ранок, після закінчення шторму, Морган і її людей прибило до Острова горлорізів. Також до острова пришвартовуютьс кораблі «Ранкова зоря» і «Жнець». Скаллі все розповідає Догові і зраджує екіпаж Морган, зв'язавши на кораблі відданих їй людей і посадивши в трюм. Вночі Вільям пробирається в табір Дога Брауна і краде його частину карти. Морган знаходить його, і вони разом знаходять скарб всередині печери в прямовисній скелі. Коли Морган повертається до своїх людей, її ловить Дог, і вони приходять до печери. Він кидає її Вільяму, який в цей час підіймався нагору, після чого обидва спеціально відпускають мотузку і падають зі скелі в прибій, щоб не потрапити в полон Дога.
Джон Рід знаходить Вільяма, призводить його до тями і веде до Морган. Але виявляється, він завів Вільяма в пастку. Прибулий на острів губернатор Ейнслі (якому Джон Рід відправив координати острова поштовим голубом під час шторму) уклав угоду з Догом Брауном і зі Скаллі, запропонувавши їм амністію і каперство в обмін на частку скарбів. Користуючись чисельною перевагою, вони забирають скарби на «Жнець», і полонять людей Морган, посадивши їх в трюм «Ранкової зорі» (капітаном якої став Томас Скаллі) до решти, її саму вважають загиблою. Сама ж Морган, вцілівши при падінні зі скелі, непомітно проникає на «Ранкову зорю», звільняє своїх людей і відбиває назад свій корабель, викинувши за борт Томаса Скаллі і його людей.
Команда «Ранкової зорі» готується до бою. Губернатор помічає, що «Ранкова зоря» наздоганяє їх. Запідозривши недобре, Дог пропонує повісити Вільяма (якого перенесли на борт «Женця») на реї. В останній момент люди Морган вбивають ката, видаючи себе. Починається бій, в ході якого Вільяму вдається звільнитися і втекти. Він прямує в трюм «Женця» і намагається витягнути скарби. Коли команди обох кораблів сходяться в абордажній сутичці, Морган вирушає на «Жнець» і підриває його трюм. Через вибух, скрині зі скарбами затискають Вільяма. Дог знаходить Морган, і між ними починається сутичка, в якій Морган з великими труднощами вбиває свого дядька. Згодом вона звільняє Вільяма, який попереджає про вибух «Женця», і прив'язує до скарбів бочку, як поплавок. Обидва стрибають з корабля в останній момент, коли вибух повністю знищує корабель Дога. Користуючись поплавком як орієнтиром, команда «Ранкової зорі» дістає всі скарби. Морган пропонує команді вибір: всім розійтися своїми шляхами, або вирушити до Мадагаскару і потроїти свої багатства. Команда підтримує друге речення свого капітана, і «Ранкова зоря» вирушає в дорогу.

## У головних ролях
- Джина Девіс — Морган Адамс, піратка, новий капітан «Ранкової Зорі»
- Меттью Модайн — Вільям Шоу, шахрай
- Френк Ланджелла — Дуглас «Пес» (Дог) Браун, дядько Морган, капітан «Женця»
- Морі Чайкін — Джон Рід, письменник
- Патрік Малагайд — Томас Ейнслі, губернатор Порт-Ройяла
- Стен Шоу — Семуель Гласспул, новий боцман «Ранкової Зорі»
- Рекс Лінн — Джек Блейр, квартирмейстер «Ранкової Зорі»
- Пол Діллон — Джозеф Снеллгрейв, квартирмейстер «Женця»
- Крістофер Мастерсон — Джеремі Боуен, юнга «Ранкової Зорі»
- Джиммі Скеггз — Томас Скаллі, боцман «Ранкової Зорі»
- Гарріс Юлін — «Чорний» Гаррі Едамс, батько Морган, капітан «Ранкової Зорі», убитий Догом
- Кваме Квей-Арма — Джон «Мисливець», пірат «Женця»
- Ангус Райт — Френсіс Троттер, лейтенант, помічник губернатора Ейнслі, згодом дозорець на «Ранкової Зорі»
- Руперт Вансіттарт — Стівен Перкінс, капітан військового корабля
- Річард Ліф — Едвард Мордакай, дядько Морган, убитий Догом
- Карл Чейз — Філ Бішоп, боцман «Женця»
- Роджер Бут — плантатор з Порт-Ройяла
- Томас Локйєр — Пітер Гайн, лейтенант капітана Перкінса
- Мері Пеглер — Менді Ріктерс
- Люсінда Клер — «Леді», повія з Спітелфілда
- Мері Піч — дама з балу